# Anatol Durbală
Anatol Durbală (n. 24 mai 1970, Ghidighici, Chișinău) este un actor, regizor, profesor universitar și prezentator TV din Republica Moldova.

## Biografie
A absolvit Școala-Studio „V. Nemirovici Dancenko” pe lângă teatrul „MHAT- A. P. Cehov” din Moscova (1992), specialitatea Actor teatru și film. În 2014 și-a făcut apariția și în industria cinematografică moldovenească, în calitate de regizor, cu lungmetrajul Ce lume minunată.
În prezent, alături de Constantin Cheianu, este prezentator al emisiunii de satiră „Ora de ras” de pe Jurnal TV.
S-a căsătorit cu prezentatoarea TV Olesea Sveclă în vara anului 2016. În ianuarie 2017, Olesea a născut o fetiță.

## Premii
Anatol Durbală a fost decorat cu următoarele premii:
- 1992: Laureat al Festivalului Tinerilor Talente, Chișinău
- 1998: Premiul „Cel mai bun debut regizoral” pentru Un lucru caraghios s-a întâmplat spre Forul Roman, UNITEM
- 2002: Premiul „Cel mai bun rol masculin plan II” pentru rolul lui Zamuhriskin din spectacolul Jucătorii

2002: Titlul Onorific „Maestru în Artă”
2002: Premiul Național în domeniul literaturii, artei și arhitecturii
2002: Bursa de Excelență a Fundației SOROS-Moldova
- 2009: Medalia „Mihai Eminescu”

## Lung-metraje
- Femeia cu cravată neagră (2016)

## Galerie de imagini

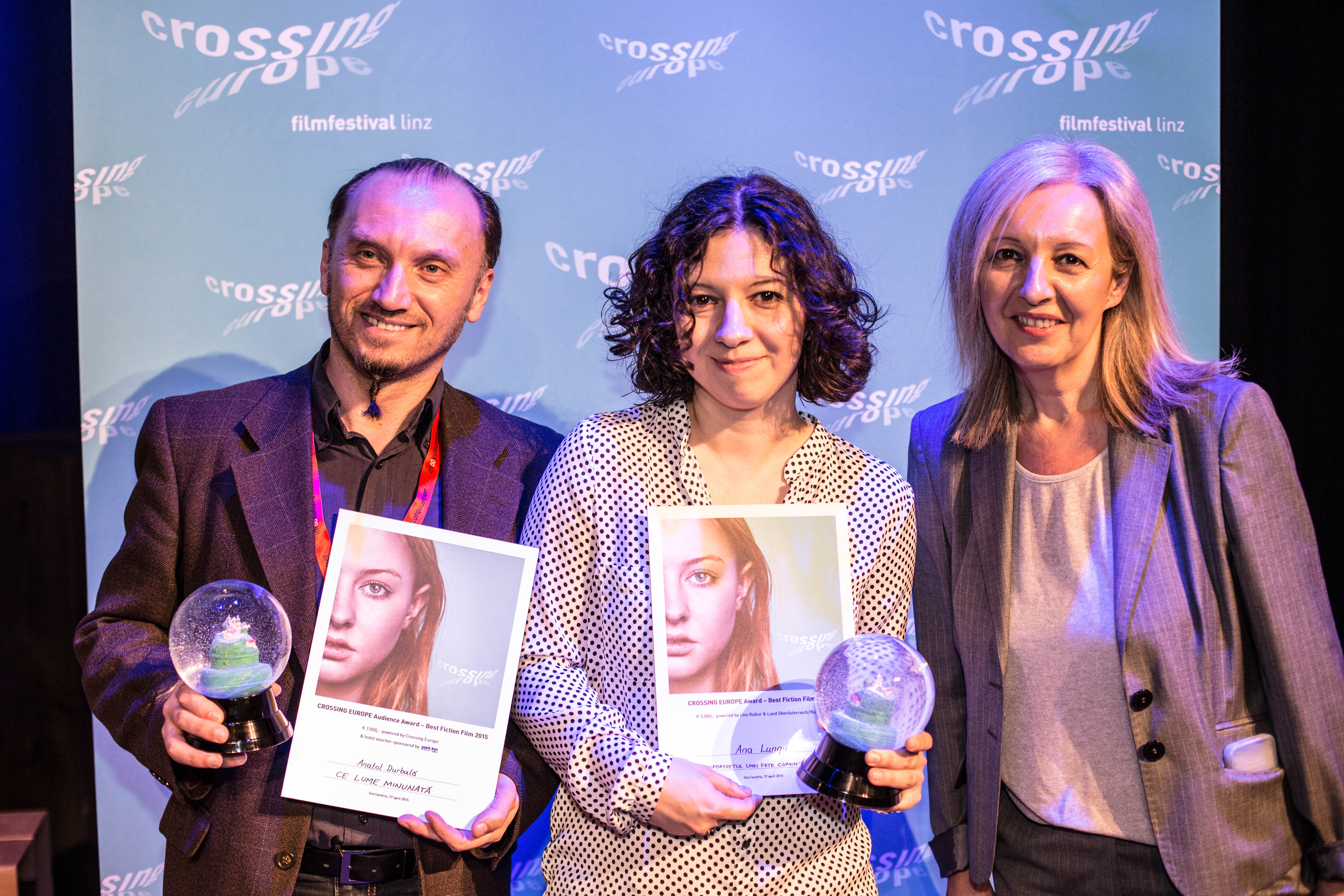
Anatol Durbală, Ana Lungu și Christine Dollhofer
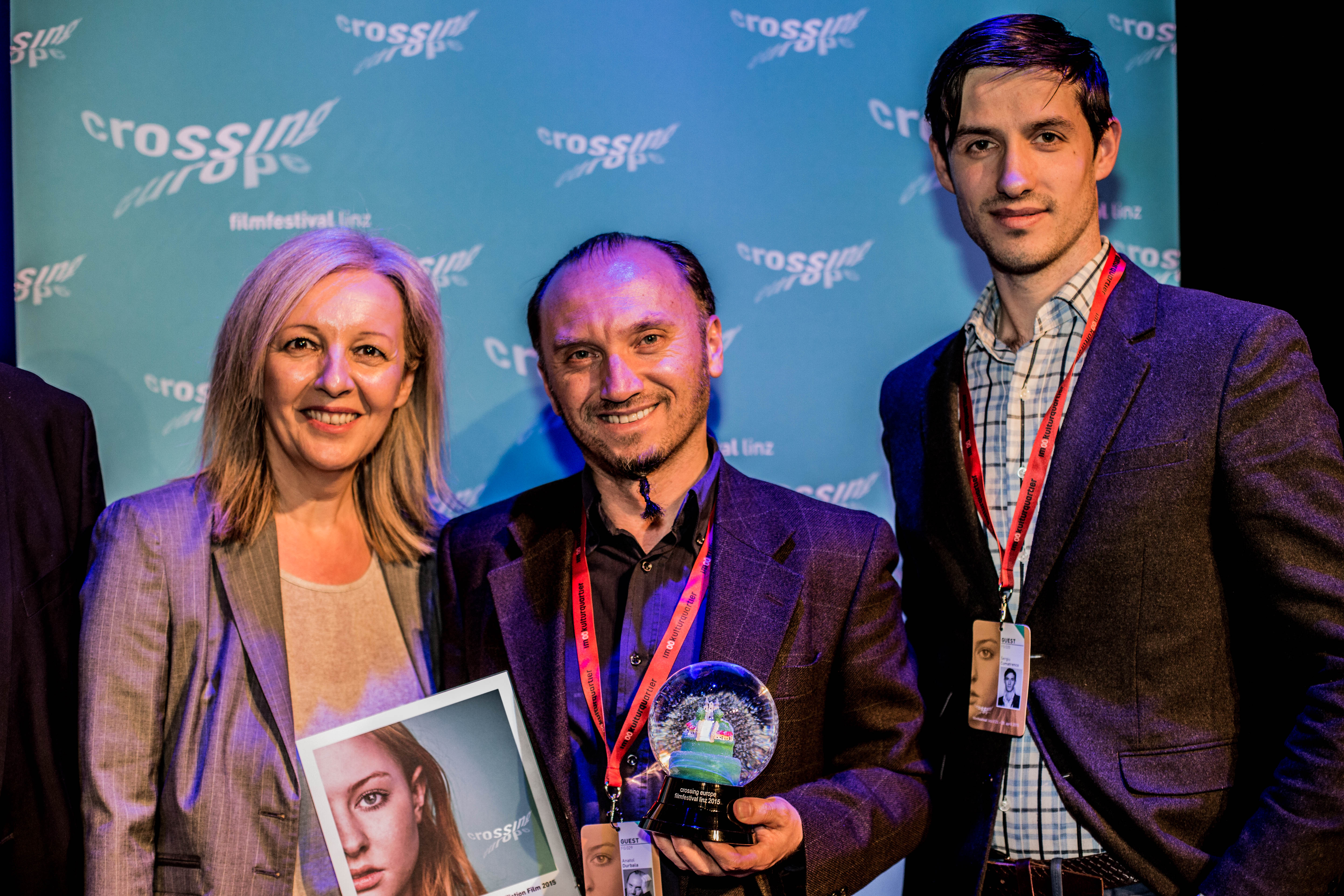
Anatol Durbală (în centru) la festivalul de film Crossing Europe 2015 de la Linz. În stânga e Christine Dollhofer (directorul festivalului), în dreapta e producătorul Sergiu Cumatrenco
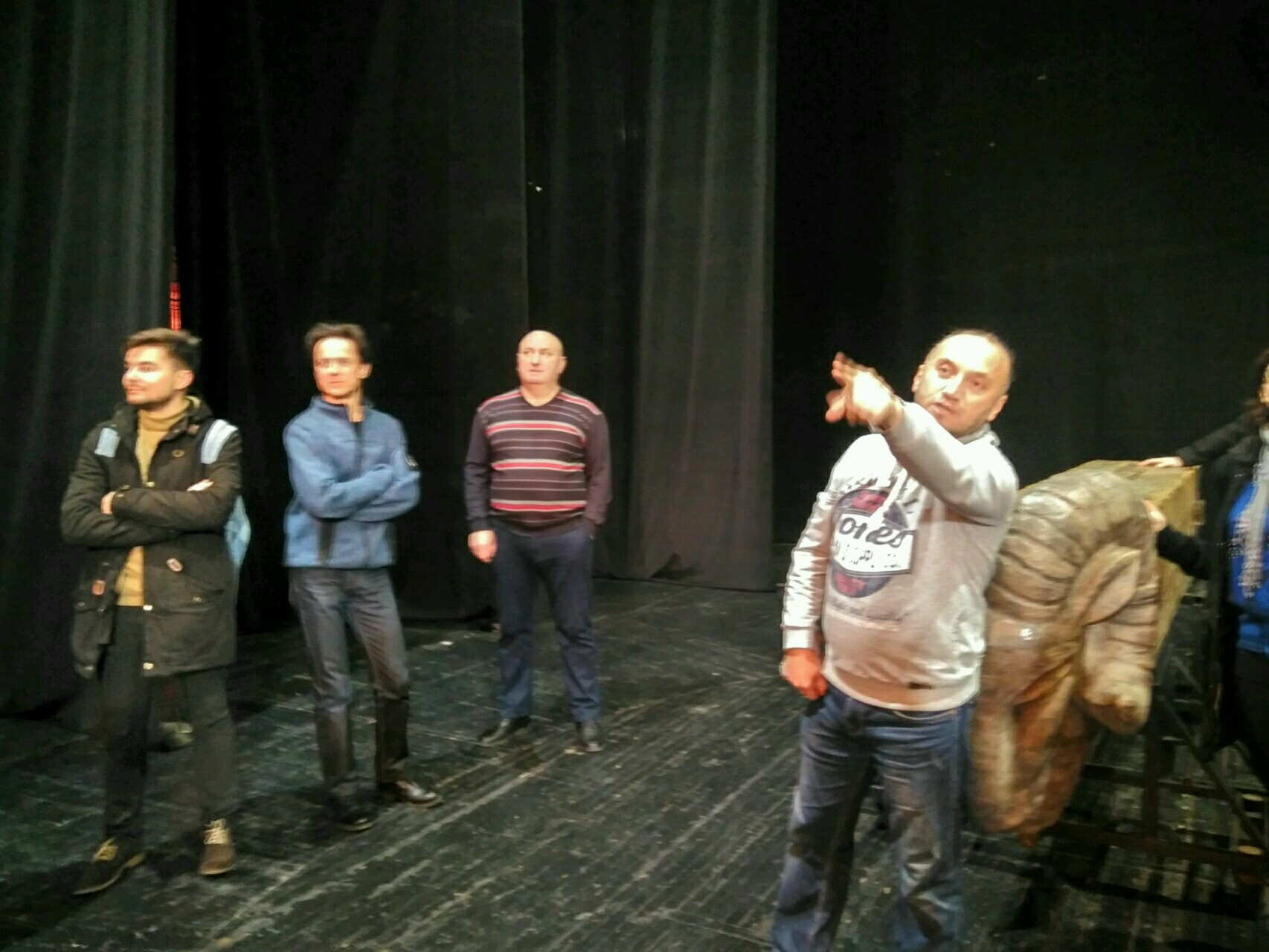
Durbală pe scena teatrului „Mihai Eminescu” din Chișinău, oferind un tur vizitatorilor